# چگل
چـِگِل نام یکی از قبائل ترک تبار خاور دور و از ترکان خَلُّخ (ناحیه‌ای در حدود کاشغر) است. سابقه این قبیله از قرن هفتم میلادی شناخته شده‌است و در اطراف دریاچه ایسیق‌کول واقع در کشور قرقیزستان کنونی زندگی می‌کردند. آنها از بازماندگان دو قبیله از «شش قبیله چویی» از خانات کیمک در ترکستان در نظر گرفته شده‌اند. در کتاب دیوان لغات الترک اثر محمود کاشغری قبائل ترک و از جمله قبایل چگل، افشار، بایُندر، سلغر، یغما، غز و سلجوق را نام می‌برد.

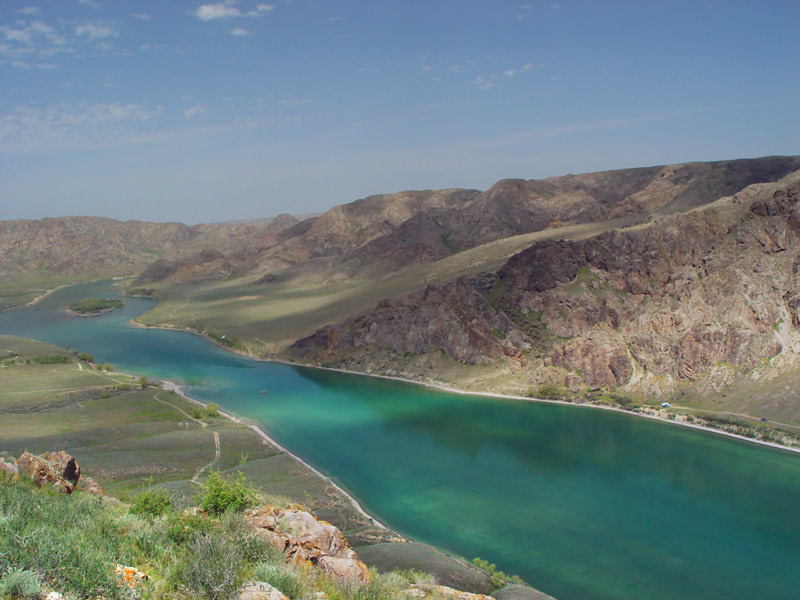
رود ایلی که در کرانه آن اقوام ترک از جمله چگل زندگی می‌کردند

کاشغری می‌گوید که ترکان اوغوز به تمام ترکان بین آمودریا و شمال چین «چگل» می‌گفتند.
چگل‌ها ساکن ساحل شمالی ایسیق‌کول و درهٔ رود ایلی بودند و در سده‌های چهارم و پنجم جمعیت بسیار داشتند. پراکندگی چگل‌ها از حوالی طراز تا کاشغر بود. ظاهراً تا قبل از قراخانیان حکومت مستقل داشتند و پادشاهشان تکین یا تکسین عنوان می‌شد. عده‌ای از چگل‌ها در نیمهٔ دوم قرن چهارم پیرو مذاهب قدیم خود و عده‌ای از جمله ساکنان شهر چگل در حوالی طراز مسلمان بودند.
در فرهنگ دهخدا آمده چگل نام شهری است از ترکستان قدیم که ظاهراً مردم آن شهر به زیبایی معروف بوده‌اند و بدین مناسبت شاعران در اشعار خود خوبرویان را بدین شهر نسبت داده یا به مردم این شهر تشبیه کرده‌اند.

## چِگِل در ادبیات پارسی
از مردم چگل بردگان زیباروی را از چگل به ایران می‌آورده‌اند از این رو در نزد شاعران فارسی‌زبان و در ادبیان فارسی به زیبایی و خوش‌اندامی از ایشان یاد شده‌استو واژهٔ چِگِل یا کنایه شمع چِگِل در ادبیات پارسی به زیبا و زیبارویی مانند شده‌است.
- حافظ

| صفای خلوت خاطر از آن شمع چگل جویم |  | فروغ چشم و نور دل از آن ماه ختن دارم |

| سوختم در چاه صبر از بهر آن شمع چگل |  | شاه ترکان فارغ است از حال ما کو رستمی |

- خواجوی کرمانی گوید:

| ای شمع چگل دوش در ایوان که بودی |  | وی سرو روان دی به گلستان که بودی |

- حکیم صبوری گوید:

| ور براندازد نقاب از صورت شمع چگل |  | زهد را غارت نماید هوش را یغما کند |

- شاهنامه جنگ بزرگ کیخسرو

| چو افراسیاب ان چهارم پسر |  | کمر بسته آمد به پیش پدر   |
| بدو داد ترک چگل صدهزار   |  | زره دار و با گرزه گاو سار |
| که باشد نگهدار پشت پشنگ  |  | نپیچد اگر بارد از ابر سنگ |

- شاهنامه پادشاهی گشتاسپ

| مکن دلت را بیشتر زین نژند |  | به داد خدای جهان کن بسند     |
| بدادش بسی پند و بشنید شاه |  | چو خورشیدگون گشت برشد به گاه |
| نشت از بر گاه و بنهاد دل  |  | به رزم جهانجوی شاه چگل       |
| از اندیشهٔ دل نیامدش خواب  |  | به رزم و به بزم‌اش گرفته شتاب |